# クロアチアディナール
クロアチア・ディナール（クロアチア語：Hrvatski Dinar）は1991年12月23日から1994年5月30日までクロアチア共和国で流通していた法定通貨である。ISO 4217コードはHRD。複数形はディナーラ（Dinara）。

## 概要
ユーゴスラビアの構成国であったクロアチアは1991年6月25日にユーゴスラビアからの独立を宣言し、当時流通していたユーゴスラビア・ディナールを独自通貨に置き換える決断を下した。これによりクロアチア国立銀行は新通貨や経済政策の仕様の決定、現金の設計と調達、流通などの課題を短期間でこなさなければならなくなった。その上クロアチアはユーゴスラビア軍やクロアチアからの分離・独立を図ったクライナ・セルビア人共和国との大規模な紛争に巻き込まれていった。
しかしクロアチア国立銀行はわずか3ヶ月で紙幣のデザイン設計を完成させ、スウェーデンの印刷会社で印刷された紙幣を欧州共同体（EC）の通商禁止処置を掻い潜りながら首都ザグレブまで送り届け、1991年12月23日にユーゴスラビアディナールと等価で交換、発行が開始された。
クロアチアディナールはクロアチア共和国とヘルツェグ＝ボスナ・クロアチア人共和国をはじめとしたボスニア・ヘルツェゴビナ内のクロアチア人の間で基軸通貨であるドイツマルクと並行して流通し、クライナ・セルビア人共和国による占有地では代わりにクライナ・ディナールやユーゴスラビア・ディナールが流通していた。
流通開始時のレートは1ドイツマルク=55ディナールであったが、旧ユーゴスラビア諸国と同じく紛争の戦局悪化による急激なインフレーションに見舞われ、1992年8月には1ドイツマルク=544ディナール、1994年には1ドイツマルク=4000ディナールにまでレートが悪化した。その後1994年5月30日に新通貨であるクーナが発行され、1クーナ=1000クロアチアディナールの比率で交換され、クロアチアディナールは通貨としての役目を終えた。

## 紙幣

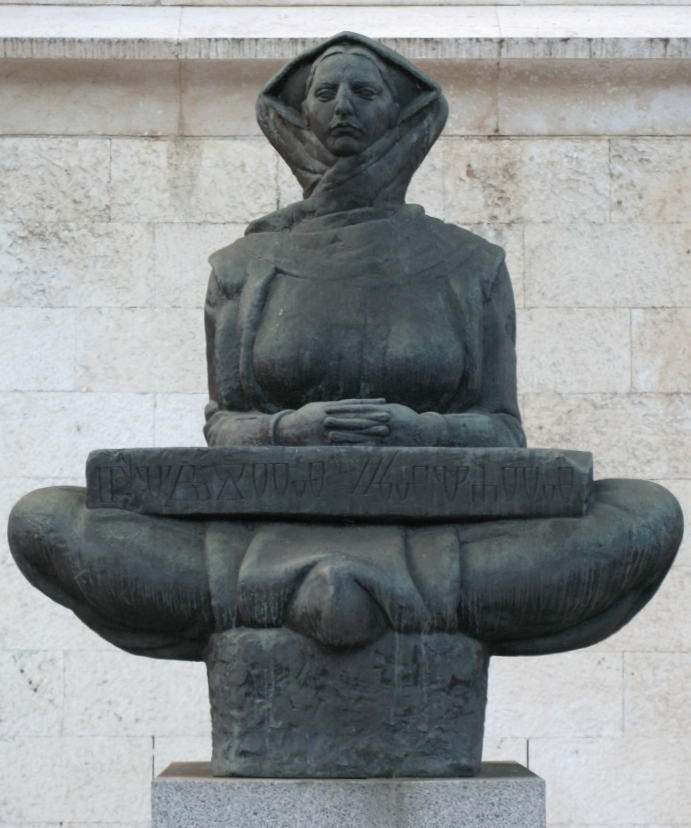
2000ディナール以上の紙幣に採用されたイヴァン・メシュトロヴィッチ作の「Povijest Hrvata（クロアチア人の歴史）」1932年

発行初期の紙幣は1、5、10、25、50、100、500、1000ディナールで構成されている。表面にはドゥブロヴニク出身の天文学者かつ数学者のルジェル・ヨシプ・ボスコヴィッチが描かれ、裏面は縦方向でザグレブ大聖堂が書かれている。スウェーデンにて印刷された関係か、25ディナール紙幣は5スウェーデン・クローナ紙幣用に製紙された用紙に印刷されており、透かしも共通している。
1992年8月に5000ディナール紙幣、同年10月に2000ディナール紙幣が発行され、1993年には悪化するインフレーションに伴い1万、5万、10万ディナール紙幣が順次発行されていった。これらの紙幣には潜像や紫外線発光インキなどの偽造防止技術が導入され、裏面の絵柄がイヴァン・メシュトロヴィチ作の彫刻「クロアチア人の歴史(Povijest Hrvata)」に変更されている。